# Шинг
Шинг (Шинк, Шинкдарья, Аксуазорчашма, Азорчашона, Хозорчашма, Аксу, в верховье — Карагаран, ниже — Азорчашма тадж. Шинг) — река, протекающая по территории Пенджикентского района Согдийской области Таджикистана. Правый и самый крупный приток реки Могиендарья (бассейн Зеравшана) впадающий в него в 22 км от устья. На реке расположены семь озёр, шесть из которых считаются завальными и входят в систему Маргузорских озёр. В Зеравшанской долине река Шинг считается одним из экологически чистых источников воды.
Длина — 39 км. Площадь водосбора — 453 км². Количество рек протяжённостью менее 10 км расположенных в бассейне Шинг — 51, их общая длина составляет 110 км.

## Течение
Начало берёт в 1 км севернее от узбекско-таджикской границы в долине Карагаран. В верхнем течении река носит название Карагарон и течёт в северо-восточном направлении по широкой долине. В месте сужения справа принимает реку Шаррак и меняет направление на северное продолжая течь в узкой долине. У летника река поворачивает на северо-восток, а через 500 м на высоте 2826,3 м слева принимает реку Актош и название Азорчашма. Под этим названием на высоте 2400 м впадает в озеро Азорчашма. Вытекая из озера до зимника течёт в северном направлении. Затем поворачивая на северо-восток, слева принимает реку Чорраха. После, поворачивает на восток, а через 500 м на север и на высоте 2139,2 м впадает в завальное озеро Маргузор. Далее, вытекая из озера принимает название Холоничистон и через 2 км впадает в озеро Хурдак. Затем вытекая из него пересекает посёлок Падруд, а через 800 м впадает в озеро Нофин. Далее просачиваясь сквозь тела завалов, последовательно впадает в озёра Изшор, Соя и Нежегон
В нижнем течении вытекая из озера Нежегон, пересекает посёлок Рашна и продолжает течь в северном направлении принимая множество притоков. На высоте 1461,6 м река выходит из узкого ущелья и русло становится широким. Пересекая посёлок Шинг река поворачивает на северо-запад, где принимая реки Киштудак и Гиждара пересекает посёлки Даханоб и Вагаштон. Затем не меняя северо-западного направления, справа принимает последний приток под названием Новый Гулистан, а через 2 км на высоте чуть более 1200 м впадает в Могиендарью. Близ устья реку пересекает автомобильный мост.

## Озёра на реке Шинг

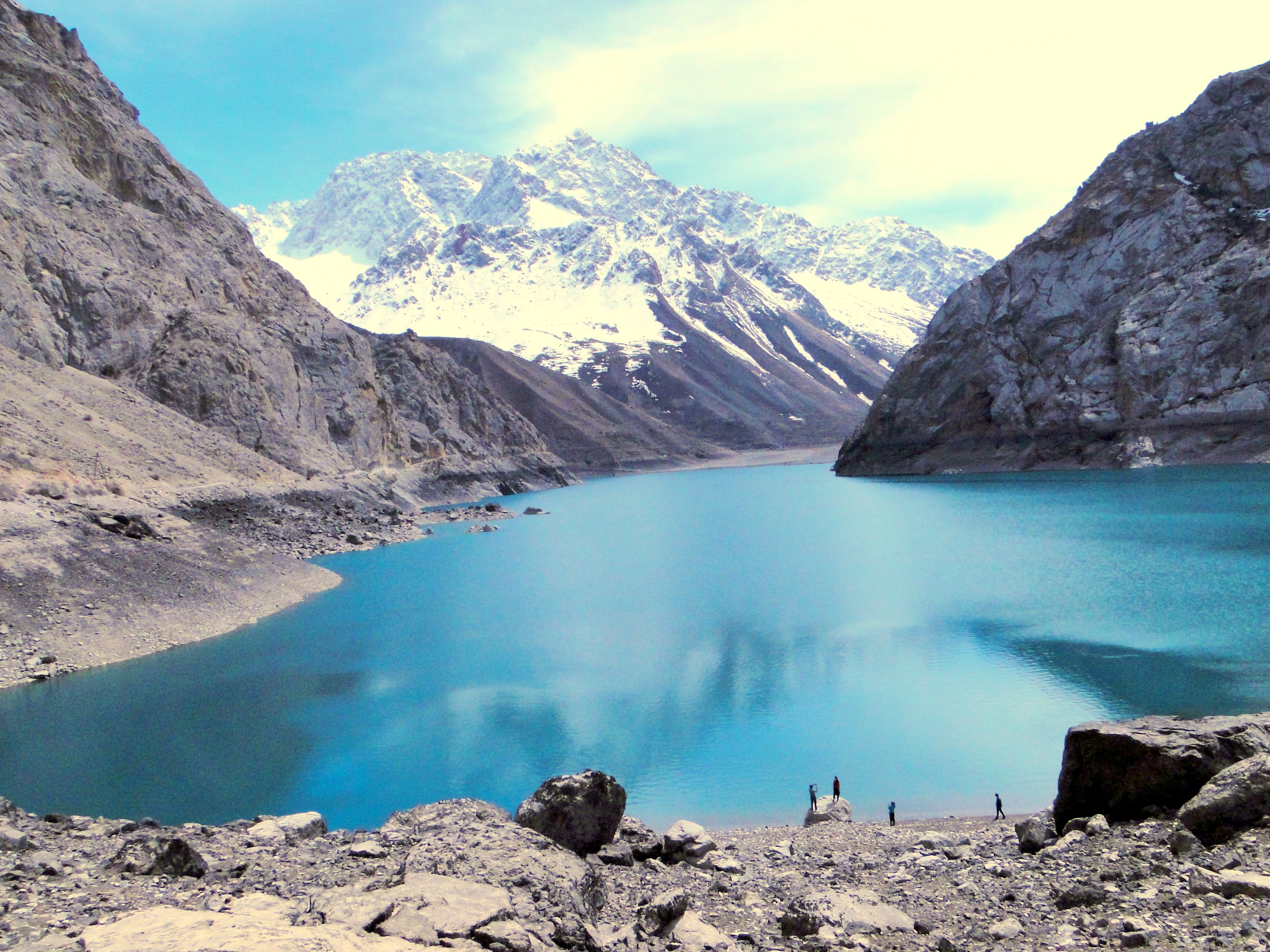
Озеро Маргузор на реке Шинг

На снежных полях Фанских гор сосредоточено около 30 озёр, и семь из них расположены на реке Шинг на высотах от 1598 м до 2400 метров над уровнем моря.
Геологи считают, что озёра в долине Шинга, которую также называют долиной Хафткул (семь озёр), сформировались в результате сильного землетрясения приведшее к обвалу горных пород и образованию на реке нескольких естественных плотин.
Озёра спускаются каскадом посредством реки, за исключением последних двух, питание которых осуществляется за счёт просачивания воды с одного озеро в другое сквозь тело завала. По мимо реки Шинг, в озёра впадают и другие реки.
Цвет воды в озёрах — ярко-бирюзовый, из-за растворения в них минеральных солей. Особенно среди всех выделяется своей многоцветностью озеро Мижгон. Цвет воды в озере меняется в зависимости от погодных условий. Комментарий журналиста побывавшего на озере:

Это озеро обладает каким-то глубоким темно-синим цветом. Оно словно застелено огромным отрезом дорогого бархата. Но, минута и озеро вдруг превращается в ядовито-зеленое, ещё минута и оно уже голубое, затем оранжевое. Оно играет всеми цветами радуги.
В настоящее время озёра включены в список уникальных природных памятников Таджикистана.

## Промышленность в бассейне реки
В окрестностях низовья бассейна реки Шинг развивается добыча золота, серебра, меди, свинца, олово, сурьмы и других металлов и полуметаллов. Так, одна тонна руды в низовье Шинга содержит 4,5 гр золота, против 2,6 гр в окрестностях Зеравшана.